# Jean Wagner
Jean Wagner (Colmar, 1894 - Mülhausen, 1956) fou un polític alsacià. Des de ben jove milità a la SFIO, de la que en fou el cap a Mülhausen, i després de la Primera Guerra Mundial, juntament amb Auguste Wicky en fou un dels principals dirigents socialistes. El 1936 fou candidat del Front Popular per donar suport a Léon Blum, però no fou escollit. Fou elegit diputat a l'Assemblea Nacional Francesa per l'Alt Rin de 1945 a 1955, i en fou president de la comissió d'interior amb Édouard Richard. El 1953 assolí l'alcaldia de Mülhausen per l'SFIO, però va morir als tres anys per una crisi cardíaca.

## Bibliograpfia
- Georges Livet et Raymond Oberlé (dir.), Histoire de Mulhouse des origines à nos jours, DNA, 1977, pp. 316, 323-324, 347, 354, 357, 364-365.

| Precedit per: Lucien Gander | Alcalde de Mülhausen 1953 - 1956 | Succeït per: Émile Muller |